# Lémur fauve
Eulemur fulvus · Lémur brun
Espèce
Statut de conservation UICN

 VU  : Vulnérable
Statut CITES
Synonymes
- Eulemur bruneus (van der Hoeven, 1844)
- Eulemur mayottensis (Schlegel, 1866)

Le Lémur fauve, ou Lémur brun, ou encore Maki brun (Eulemur fulvus) est une espèce de primate lémuriforme appartenant à la famille des Lemuridae.

## Classification
Jusque dans les années 2000, les lémurs bruns étaient subdivisés en six sous-espèces :
- Eulemur fulvus fulvus
- Eulemur fulvus albifrons
- Eulemur fulvus sanfordi
- Eulemur fulvus rufus
- Eulemur fulvus albocollaris
- Eulemur fulvus collaris

Groves (2001) a élevé chacune de ces sous-espèces au rang d'espèce à part entière, notamment sur des critères de répartition géographique. Certains auteurs jugent néanmoins cette réorganisation abusive et suggèrent que certains de ces taxons devraient réintégrer leur rang de sous-espèce. Les avis divergent également sur la place à accorder au Maki de Mayotte, qui est considéré selon les sources comme une simple variété d'Eulemur fulvus ou comme une de ses sous-espèces (Eulemur fulvus mayottensis).